# ماريو جورجي
ماريو جورجي (بالبرتغالية: Mário Jorge‏)، واسمه الحقيقي ماريو جورجي دوس سانتوس سيلفا، من مواليد 10 فبراير 1978، هو مدرب كرة قدم برازيلي، تولى تدريب منتخب السعودية للناشئين سنة 2024 ، وهو من أوصل منتخب السعودية للناشئين لنهائيات لكأس العالم.